# Karangtawang (Nusawungu)
Karangtawang is een bestuurslaag in het regentschap Cilacap van de provincie Midden-Java, Indonesië. Karangtawang telt 5296 inwoners (volkstelling 2010).